# Adolf Szczyzycki
Adolf Szczyzycki byl československý automobilový závodník, který závodil jako tovární jezdec na automobilech Wikov (1928-1934). 

## Životopis
Adolf Szczyzycki se narodil v roce 1895 ve Velkém Újezdu u Olomouce. Jméno "zdědil" po svém polském dědečkovi. On polsky však nikdy neuměl. Svůj profesní život spojil s prostějovskou firmou, akciovou společností Wikov (Wichterle a Kovářík), československého výrobce hospodářských strojů, traktorů, lokomotiv, stabilních spalovacích i elektrických motorů a také automobilů. Jeho jméno činilo velké potíže redaktorům novin a časopisů, protože se vyskytovalo ve zprávách v mnoha, zpravidla nesprávných variantách.
Po ukončení výroby automobilů v továrně Wikov (1937) si nejúspěšnější závodník a soutěžní jezdec s vozy Wikov Adolf Szczyzycki zřídil vlastní podnik, servis a prodejnu automobilů Praga — ve Valašském Meziříčí, ve Vsetínské 669. V té době byla Praga v Československu jednou z mála společností, která ještě neukončila výrobu osobních automobilů, jako to ostatně učinily automobilky Walter a Zbrojovka Brno.
Adolf Szczyzycki zemřel po dlouhé a těžké chorobě na vážnou nemoc žaludku v poměrně mladém věku 45 let v pondělí 8. ledna 1940.

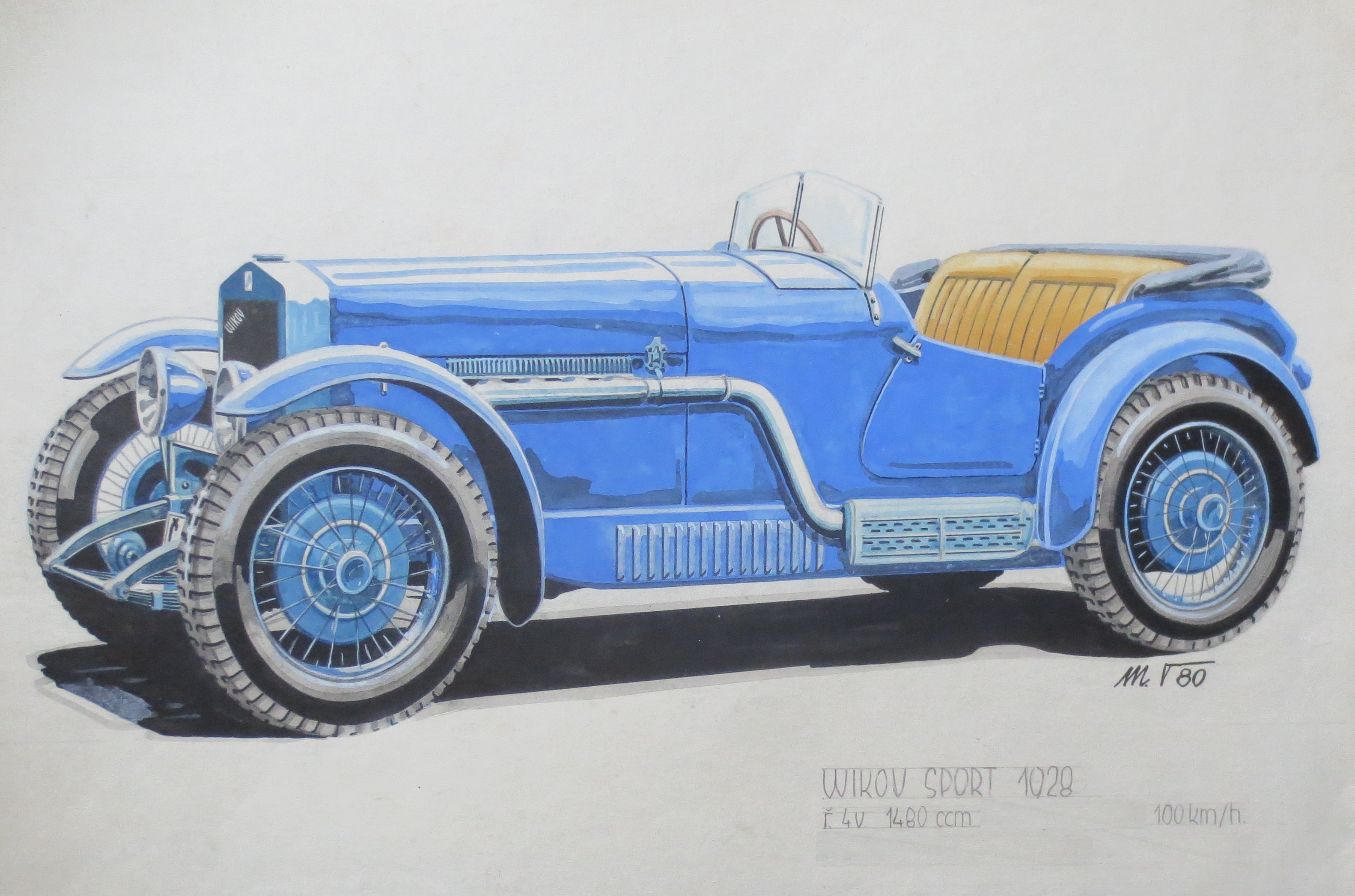
Wikov 7/28 Sport (1928)

## Největší úspěchy
- Na brněnském Masarykově okruhu obsadil 6. místo v třídě "Voiturette" do 1500 cm³ na Wikov 7/28 Sport (1932) a 7. místo (1934)
- Vítězství v třídě vozů do 2000 cm³ na Wikovu 40 v závodě 1000 mil československých (1934)
- Vítězství v třídě do 1,5 l na závodu do vrchu Ecce Homo (1929, 1930)
- Vítězství v třídě do 1,5 l na závodu do vrchu v Tatrách (ME v závodech do vrchu), Lysá Poľana-Morskie Oko (1931)
- Absolutní vítězství v závodních vozech na Ostravském okruhu v Bělském lese (1932-3)
- Absolutní vítězství v mezinárodní hvězdicové jízdě, Auto-Moto rallye do Vysokých Tater na voze Wikov 35 (1930-1)

## Ocenění
- 3x Stříbrný odznak Sportovní komise Autoklubu Republiky Československé (1932-1934)

## Závodní kariéra

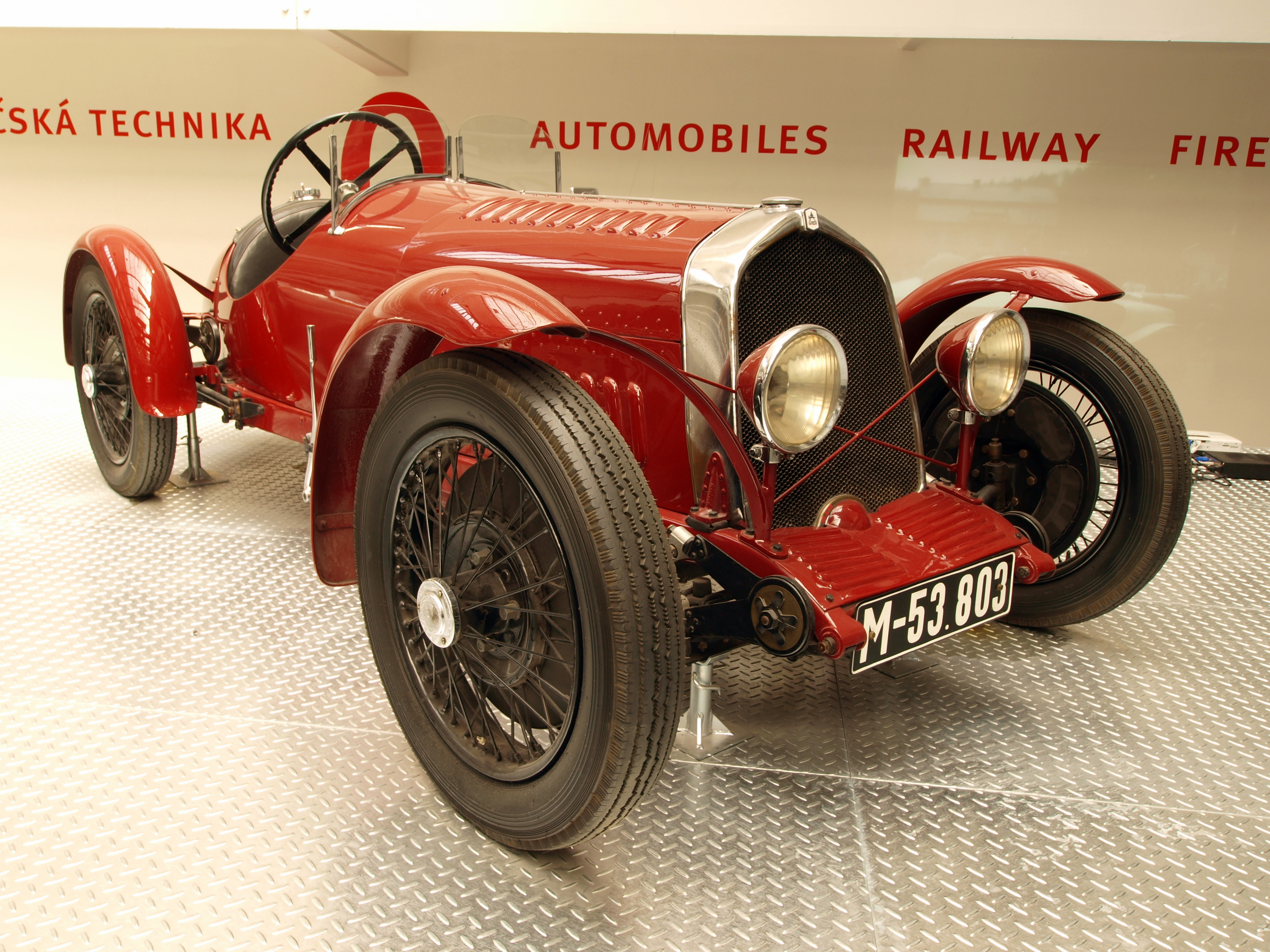
Wikov 7/28 Sport (SS) v NTM Praha

Automobilka moravských akciových továren Wichterle & Kovářík považovala za největší přednost svých vozů vysokou provozní spolehlivost a velký výkon, kterého dosahovaly zásluhou pokrokového konstrukčního řešení motorů. Tyto oceňované a tehdy výjimečné vlastnosti prokazovala dosaženými vítězstvími a předními umístěními v řadě soutěží spolehlivosti, v závodech do vrchu a na okruzích, pořádaných v Čechách, na Moravě i na Slovensku, ale i v zahraničí. Szczyzycki závodil v podstatě na všech typech prostějovské automobilky: čtyřválce OHC Wikov 7/28, Wikov 35, Wikov 40 i osmiválec OHC Wikov 70.
Sportovně-závodní Wikov 7/28 (objem válců 1478 cm³, vrtání 66 mm, zdvih 108 mm) byl vyroben celkem v 6 kusech a to ve dvou variantách, jako sportovní vůz pod označením Wikov 7/28 Sport a jako čistě závodní vůz jako Wikov 7/28 Sport (Super Sport, SS). Obě varianty se lišily minimálně. První "Sport" z nich byl roadster s dvířky a se svislým chladičem a "useknutou" zádí s náhradním kolem nebo později s člunkovitou zádí jako u verze SS. Druhý "Super Sport" (SS) neměl dvířka a vyznačoval se mírně skloněným chladičem a člunkovitou zádí. Výkonnější SS se lišil nejenom vnějším vzhledem, ale také karoserií z hliníkových plechů, sníženou hmotností a zvýšeným výkonem na 40-45 k/29,4-33,1 kW (odlehčení rámu se zkráceným rozvorem, setrvačníku a zvýšení kompresního poměru). Verze z roku 1930 měla už hydraulické brzdy. Všemi těmito opatřeními byla hmotnost snížena o ca 200 kg na 700 kg. Vůz dosahoval rychlosti až 140 km/h. Zvláště v letech 1930-1934 byla účast Szczyzyckého na závodech (soutěže, vrchy, okruhy) díky obchodní strategii Wikovu velmi čilá.
- 1928

S dvousedadlovým otevřeným sportovním roadsterem Wikov 7/28 Sport (1478 cm³) bylo dosaženo řady sportovních úspěchů. První nasazení "syrového" automobilu na III. ročníku mezinárodního závodu automobilů a motocyklů na Pradědském okruhu (15 kol/336 km) nebylo úspěšné. Tovární jezdci Adolf Szczyzycki ani Jaroslav Konečník na závodě konaném 3. června 1928 v Karlově Studánce nedokončili ani první kolo, neboť uvázli někde na trati okruhu dlouhého nezvyklých 22,4 km.
- 1929

V druhém nasazení vozu Wikov 7/28 Sport Adolf Szczyzycki již zvítězil. V září 1929 na závodě automobilů do vrchu, na 9. ročníku Ecce Homo v kategorii sportovních vozů do 1500 cm³ vyhrál v čase 7:18,4 min, ve skupině sportovních vozů byl 3. a celkově v automobilech obsadil 8. místo. V samotném závodě 22. září zvítězil v novém traťovém rekordu král vrchů Hans Stuck von Villiez na závodním automobilu Austro-Daimler ADMR, v sajdkárách zvítězil v rekordu kategorie jistý Hermann Lang na stroji Standard, pozdější závodník na Mercedes-Benz a Stuckův (Auto Union) velký soupeř v soubojích "stříbrných šípů". Závod byl poznamenám tragickou nehodou. Vladimír Horák a jeho spolujezdec-mechanik Fröhlich na voze Bugatti T35B narazili během tréninku 21. září do motocyklového jezdce Edmunda Müllera. Müller zemřel na místě, Horák zemřel později, Fröhlich přežil.
- 1930

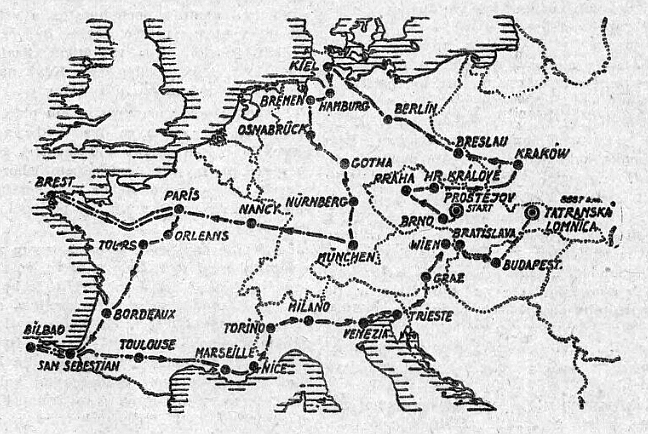
Trasa vítěze hvězdicové jízdy do Vysokých Tater (1930)

V 1. ročníku mezinárodní hvězdicové jízdy, Auto-Moto rallye do Vysokých Tater (1930), kterou pořádal Slovenský Motorklub Bratislava za účasti 70 startujících (dojelo 60), zvítězil Adolf Szczyzycki se spolujezdcem Ing. Quido Weissem na novém, sériovém faetonu Wikov 35 (1743 cm³, kat. přes 1,5 l) se zaplombovaným motorem a "chráněnými" dalšími částmi vozu. Soutěž byla ukončena 5. července v Tatranské Lomnici. Szczyzycki absolvoval nejdelší trať – oficiálních 8687 km (tj. 8687 bodů) za 14 dnů devíti státy Evropy. Ve skutečnosti kvůli různým zajížďkám ujetá vzdálenost činila téměř 10 000 km. Stal se absolutním vítězem této jízdy, držitelem velkého křišťálového poháru, putovní ceny (bronzová socha Jana Žižky) a ceny společnosti (zlatý zapalovač) Vacuum Oil Company (nyní ExxonMobil) za nejlepší výkon. Szczyzycki absolvoval soutěž ve voze se svojí oblíbenou registrační značkou PIV 453, kterou jeho vozy nesly i v následujících letech.

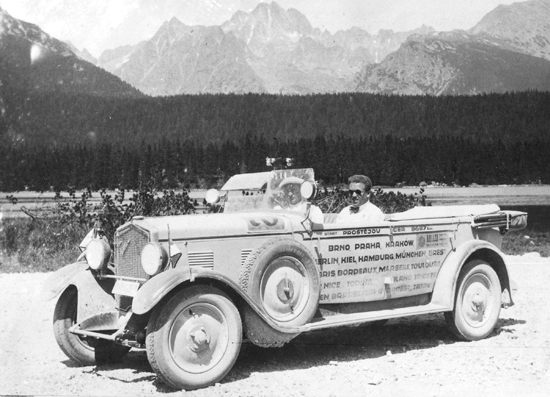
Szczyzycki-Weiss na Štrbském plese, Wikov 35, I. mezinárodní Auto-Moto rallye (1930)

Ve Šternberku (7. září) se jezdců sjelo o něco méně než v roce 1929, ale diváky však byl závod do vrchu, 10. ročník Ecce Homo, dobře navštíven. V důsledku špatné viditelnosti – déšť, mlha – museli jezdci použít reflektorů, ale trénink i závod proběhly bez nehody. V kategorii automobilů zvítězil Josef Veřmiřovský na Tatře 52 (do 2000 cm³) s kompresorem časem 6:07,1 min před Florianem Schmidtem na Amilcaru. V kategorii sportovních vozů do 1,5 l na supersportu Wikov 7/28 Sport opět zvítězil Szczyzycki a v kategorii sportovních vozů skončil opět na 3. místě a celkově v automobilech obsadil rovněž 3. místo. Svůj čas z roku 1929 zlepšil o téměř 20 vteřin na 6:59,6 min a dostal se tak dosaženým časem pod sedm minut. Současně dosáhl nejlepšího času ze všech automobilů bez kompresoru. Úspěch továrny Wikov podtrhl Georg Kremel z Bratislavy (v pozdějších letech jmenován jako Jiří Kreml) vítězstvím v třídě cestovních automobilů do 1500 cm³ a celkovým 2. místem v kategorii cestovních vozů.

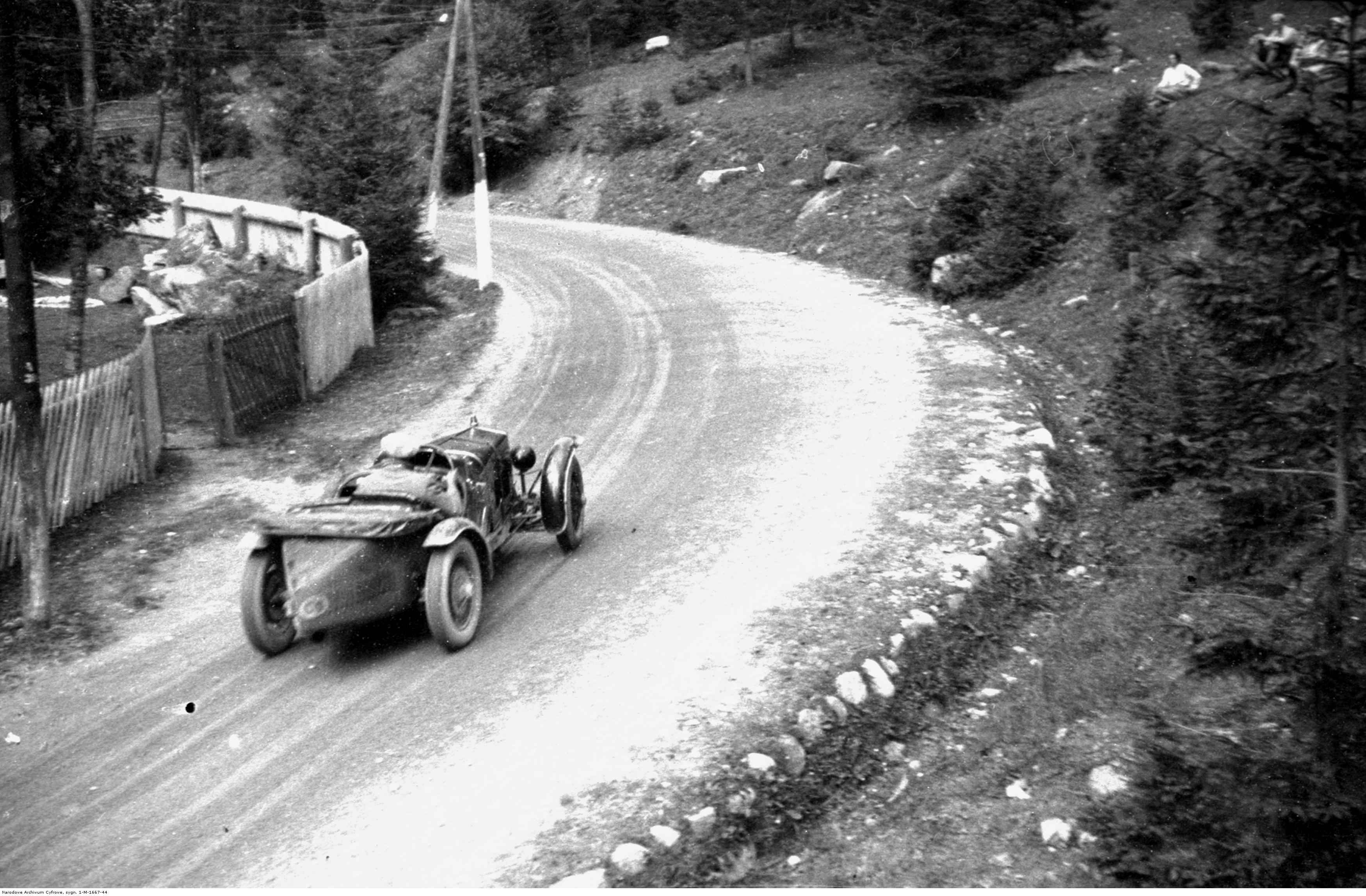
Adolf Szczyzycki s Wikovem 7/28 Sport (SS) na IV. mezinárodním závodu do vrchu v Tatrách (srpen 1931)

Až čtyři vozy tohoto typu startovaly v letech 1930,1932–1934 na brněnském Masarykově okruhu ve slabší kategorii Voiturette (do 1500 cm³). Ve všech ročnících pořádaných Československým Autoklubem pro Moravu a Slezsko (ČAMS) slabší vozy jely na 15 kol v celkové délce 437,1 km. V roce 1930 na I. ročníku tohoto závodu (28. září) to byli tovární jezdci Adolf Szczyzycki (st. č. 46) a Jaroslav Konečník (st. č. 44) a dále soukromí jezdci ing. Jiří Weinfurter z Prahy a Jiří Kreml z Bratislavy. Szczyzycki měl hned v druhém kole těžkou havárii v ostrovačických serpentinách. Dostal smyk a vyletěl s vozem z dráhy, srazil vysoký patník a zmizel pod náspem vice jak 2 m vysokém. Diváci strnuli — vtom však již znovu se ozval motor a chladnokrevný Szczyzycki dostal vůz zpět na závodní dráhu. Pokračoval v jízdě až do 12. kola, kdy na následek havárie z 2. kola musel odstoupit. Ze 4 wikovů nebyl ani jeden klasifikován, byť Konečník a Kreml dojeli do cíle, ale až po časovém limitu.
- 1931

Závodní sezónu zahájil na 14. ročníku závodu do vrchu Zbraslav-Jíloviště, který se konal 31. května jako součást seriálu Mistrovství Evropy v závodech automobilů do vrchu. V kategorii sportovních vozů do 1,5 l obsadil 3. místo (když před ním skončily dva vozy Bugatti), ve sportovních vozech 11. místo a celkově byl na 31. Startoval v kategorii sportovních vozů v hlavním závodě (ME), ale bylo to na cestovním Wikovu. V hlavním závodě sportovních vozů neměl šanci, ale jeho čas 4:17,48 min by v národním závodě této třídy (cestovní vozy) stačil na vítězství, protože Vaníček na Bugatti jel závod téměř o 5 vteřin pomaleji. Za svůj výkon obdržel Szczyzycki stříbrnou medaili pořadatele AKRČs.
Na závodu o Velkou cenu města Lvova (I GRAND PRIX MIASTA LWOWA) na okruhu ve Lvově (tehdy Lwów patřil Polsku) konaném 7. června obsadil Szczyzycki 2. místo v třídě do 1,5 l a celkově skončil na 4. místě. Závod se jel na 50 kol/3,041 km ulicemi města v celkové délce závodu 152,05 km. Celkovým vítězem se stal Hans Stuck na voze Mercedes-Benz SSK.
V červnu 1931 si tovární jezdec Adolf Szczyzycki na cestovním faetonu Wikov 35 vítězství na II. ročníku mezinárodní Auto-Moto rallye do Vysokých Tater zopakoval. Za 17 dnů šestkrát projel Československo křížem krážem a celkem ujel 12 737 km (opět kvůli různým objížďkám ujel podstatně více, uvádí se až 15000 km). Jeho zvolená trasa procházela nejen Čechami a Moravou, ale i Slovenskem a Podkarpatskou Rusí, kde - jak bylo známo - byly silnice v nezáviděníhodném stavu. V cíli po závěrečné etapě ukončené 28. června (z Bratislavy na Štrbské pleso) zaslouženě získal putovní 1. cenu, a to do trvalého užívání, neboť zopakoval vítězství z I. ročníku této rallye a splnil tak podmínku pořadatelů. Socha Jana Žižky, věnovaná prof. dr. J. Brdlíkem, mu zůstala definitivně natrvalo. Mimo to získal I. cenu Slovenského Motorklubu, cenu Lidových novin (socha Vítěz od akademického sochaře Dvořáka) a stříbrný pohár firmy Bosch za nejlepší výkon domácího vozidla s Boschovým osvětlením. V porovnání s rokem 1930, kdy dálkovou jízdu absolvoval po devíti evropských státech a měl při cestě 5 defektů pneumatik, tak při cestování jen po Československu v roce 1931 měl defektů 34.
V srpnu 1931 startoval Szczyzycki na Wikovu 7/28 Sport, označeném jako Wikov SS (super sport) na mezinárodních závodech do vrchu v polské části Tater (IV Międzynarodowy Wyścig Tatrzański, Krakowski Klub Automobilowy), podniku započítaném do evropského mistrovství v závodech do vrchu. S časem 7:14,07 min překonal 16. srpna na trati s převýšením přes 330 m a 7,5 km dlouhé mezi Lysou Poľanou a Mořským okem (Włosienica) rekord třídy a zvítězil v této třídě do 1,5 l, obsadil 6. místo ve sportovních vozech a celkově skončil na 15. místě. Celkovým vítězem tohoto závodu se stal Rudolf Caracciola na voze Mercedes-Benz SSKL.
- 1932

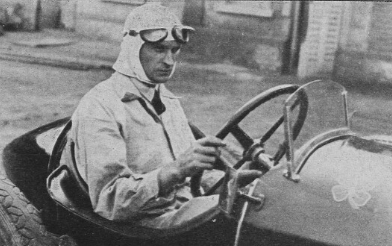
Adolf Szczyzycki před závodem na Masarykově okruhu (1932)

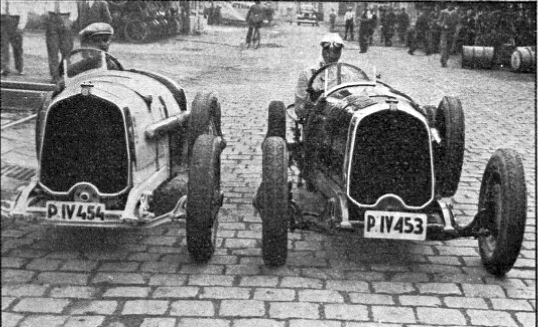
Wikov 7/28 Sport (SS), Adolf Szczyzycki (P IV 453) a Jaroslav Konečník (P IV 454) před odjezdem do Brna (Masarykův okruh 1932)

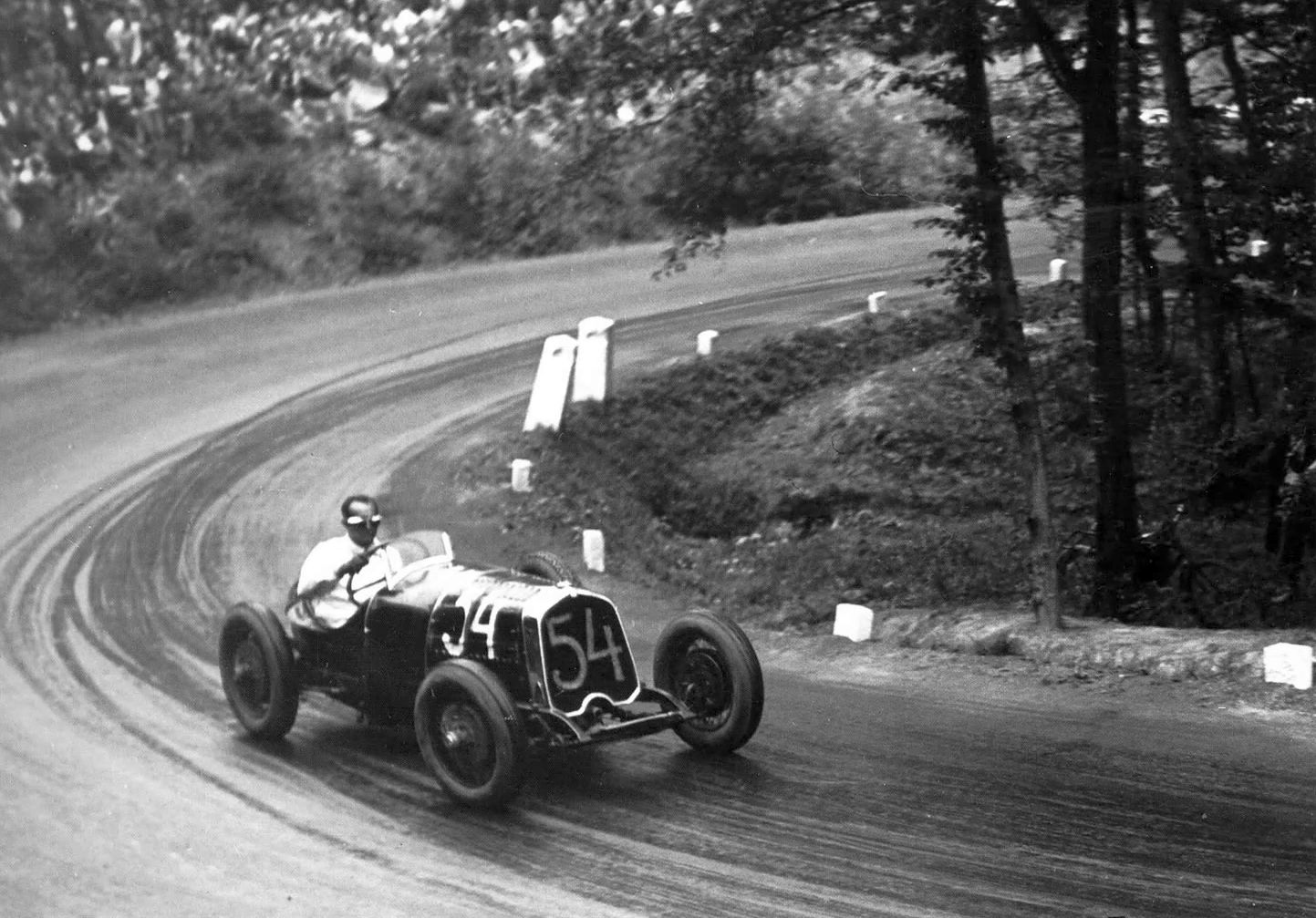
Wikov 7/28 Sport (SS), Adolf Szczyzycki nad Žebětínem (Masarykův okruh 1932)

Zimní automobilové závody Jazda Zimowa na sportovním stadionu v polském Zakopaném se konaly 14. února. Na sportovním voze Wikov 7/28 Sport (verze SS) v závodě na 8 kol (kat. do 1500 cm³) zvítězil Szczyzycki v čase 7:54 min. Celkově ve sportovních automobilech obsadil 2. místo za Fürstenbergem na třílitrovém šestiválcovém Austro-Daimleru ADR. V polovině dubna 1932 Wikov 35 Kapka a řidič Adam Szczyzycki úspěšně absolvovali dvoudenní, 793 km dlouhou Soutěž spolehlivosti Moravou, kterou uspořádal ČAMS. Této soutěže se účastnilo celkem 6 vozů Wikov (3× Wikov 35 - Eugen Wichterle, Szczyzycki a Konečník a 3× Wikov 7/28 - František Wichterle ml., pí. Zlámalová a J. Kartůsek) a všechny dokončily soutěž bez trestných bodů. Wikov tak získal 2 týmové ceny za oba tříčlenné týmy a jezdci 6 plaket.
Wikov SS díky A. Szczyzyckému zvítězil 12. června na IV. Ostravském okruhu (okruh délky 11,6 km), na závodu pořádaném Moto-auto-clubem v Moravského Ostravě, kterému přihlíželo na 40-70 tisíc diváků (zdroje se různí). Zvítězil v absolutním pořadí a dosáhl rekordního času 8:01,7 min, kterým dosavadní rekord zlepšil o 46 vteřin. Porazil mj. Jaroslava Mandu na voze Walter. Na IV. Ždíreckém okruhu (Stříbrný triangl Českomoravské vysočiny) 17. července Szczyzycki obsadil ve třídě sportovních automobilů do 1500 cm³ 2. místo časem 51:45,4 min za Vaníčkem (Bugatti T37A). Celkovým vítězem závodů na 30 kol/ca 60 km se stal Zdeněk Pohl na závodním Bugatti T51. Szczyzycki celkově v automobilech skončil třetí.
V roce 1932 (4. září) na 3. Masarykově okruhu startovali tovární jezdci Szczyzycki a Konečník. V kategorii Voiturette do 1500 cm3 zvítězil Ernst Günther Burggaller na Bugatti T51A v čase 4:31:28,7 h. Adolf Szczyzycki (st. č. 54) dosáhl nejlepšího výsledku své dosavadní kariéry a obsadil výborné 6. místo v čase 5:12:19,4 h a v průměrné rychlosti 83,97 km/h (15 kol/437,13 km). Poprvé v tříleté historii závodů na Masarykově okruhu dojel do cíle a byl klasifikován jako první československý jezdec (Adolf Szczyzycki) na československém automobilu (Wikov 7/28 Sport/SS). Získal za svůj výkon mimo vavřínového věnce putovní ceny ministerstva národní obrany (MNO) a Autoklubu RČs. za nejlepší výkon československého vozu a také čestnou cenu místopředsedy ČAMS dr. O. Šulce (Schulze). Druhý vůz řízený Konečníkem dojel v čase 5:24:40,4 h, těsně po časovém limitu, a nebyl proto klasifikován.
Lokání list Hlasy z Hané vyzdvihl tento výkon komentářem V. Grünzweiga slovy: "Uvážíme-li, že tento stroj má docela normální motor bez kompresoru, že to byl jen čtyřválec o výkonu 40HP a že Szczyzycki nemůže míti takové routlny jako světoví profesionální závodníci, musíme dojíti k nestrannému závěru, že vůz i člověk podali zde výkon obdivuhodný. Když také Wikovy jely poslední kolo, byly po celé trati jako jediné československé vozy, které tento závod úspěšně dokončují, diváky pozdravovány. Když pak Szczyzycki závod dokončil a byl mu věnován za toto první čestné umístěni domácích vozů vavřínový věnec a ze všech stran mu bylo gratulováno, celá hlavní tribuna dala nepokrytě najevo pochopeni pro tento krásný výkon. Szczyzycki byl v tuto chvíli zastáncem československých barev v tomto velkém mezinárodním závodě a obecenstvo tleskalo jeho odvaze a výkonu vozu ... Kde zůstaly naše ostatní továrny?"

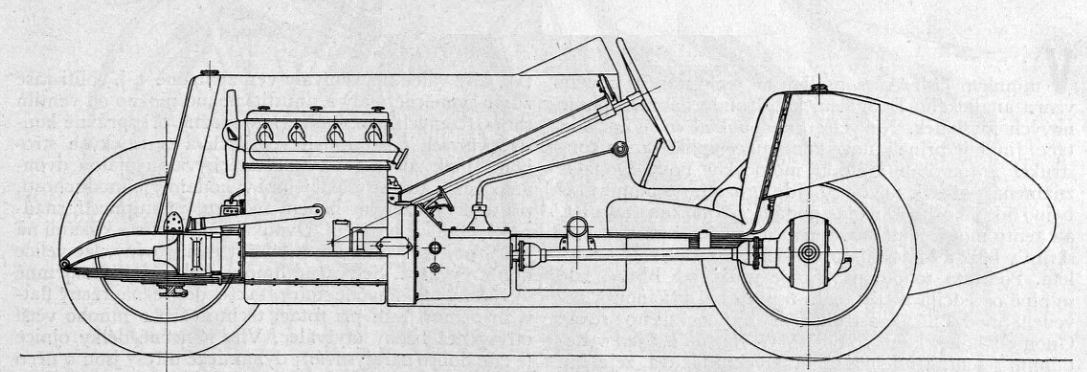
Wikov 7/28 Sport v provedení SS (1932)

Na IV. Labském poháru, což byl mezinárodní závod do vrchu s 25 zatáčkami a převýšením 345 m, který pořádal Auto Klub Leitmeritz (Litoměřice), obsadil týden po Masarykově okruhu (11. září) Szczyzycki na sportovním Wikovu 2. místo v třídě do 1500 cm³ časem 2:35,3 min. Tuto třídu vyhrál Vaníček na Bugatti (2:32,1 min) a celkovým vítězem se stal Paul Pietsch na závodním Bugatti. Závodu na trati dlouhé 4 km Ploskovice-Horní Řepčice bylo účastno na 70 jezdců a přihlíželo více než 20 tisíc diváků.
Tovární jezdec Adolf Szczyzycki obdržel za svoje výkony na automobilech Wikov za rok 1932 stříbrný odznak Sportovní komise Autoklubu Republiky Československé. Spolu s ním byli 12. listopadu oceněni zlatými odznaky Bohumil Turek a F. Brand a stříbrnými mj. Antonín Vitvar, Zdeněk Pohl a Bruno Sojka.
- 1933

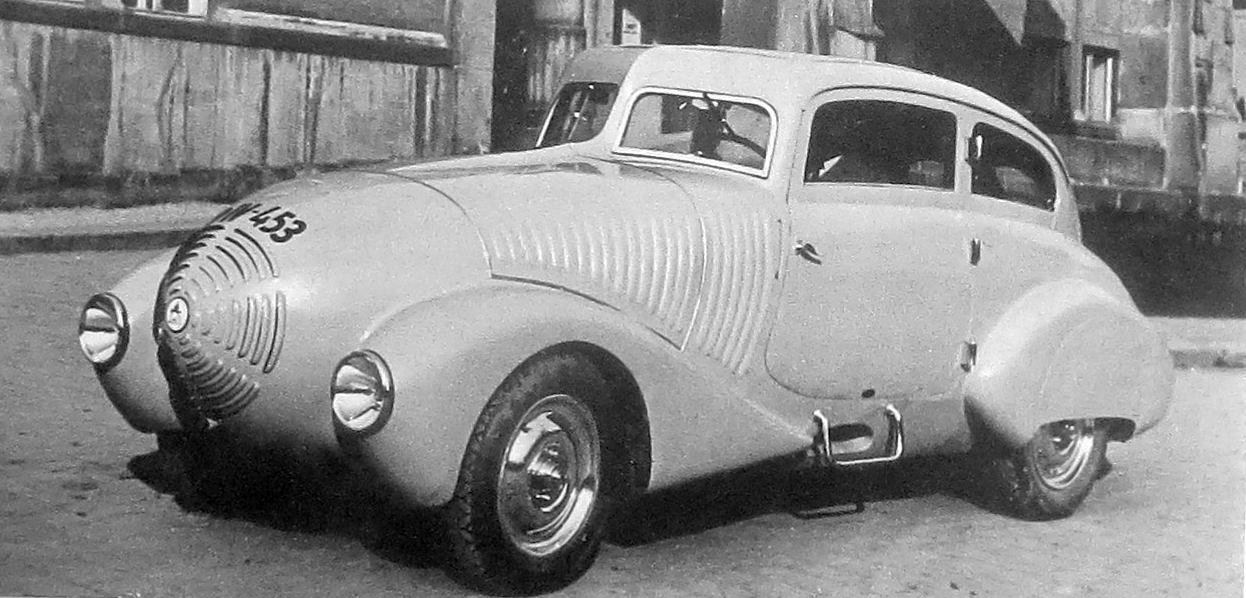
Sportovní vůz Wikov 35 Kapka (Supersport)

Automobilka Wikov zahájila sportovní sezónu už v únoru, kdy se účastnila rychlostního závodu na okruhu v polském Zakopaném, který uspořádal Krakovský automobilový klub. Szczyzycki startoval 26. února v tomto závodě na Wikovu 7/28 Sport. Zvítězil v kategorii sportovních vozů do 1500 cm³ a ve sportovních vozech skončil za 2. místě.
V roce 1933 startovaly dvě posádky (Jaroslav Konečník – Jan Hamal/ st. č. 12, Adolf Szczyzycki – Fr. Kudláček/ st. č. 14) s Wikovy 35 Kapka v I. ročníku závodu 1000 mil československých, který uspořádal AKRČs ve dnech 10.–11. června. Oba automobily měly namontován motor z typu Wikov 40 o objemu válců 1942 cm³. Vůz byl schopen dosáhnout rychlosti 125 kilometrů v hodině. Z počátku se Szczyzyckému dařilo, v Jihlavě asi po 150 km vedl třídu před V. Jahnem na Škodě 637 (1961 cm³) a před pozdějším vítězem této třídy i celého závodu ing. Petrem Muchou na voze Praga Alfa 1800 cm³ Roadster. Vedení si Szczyzycki udržel až do Bratislavy, ale v Hodoníně (na 496. km) šel již do čela ing. Mucha. Ani jeden vůz Wikov 35 Kapka soutěž nedokončil, Konečník odpadl po 1290 km mezi Holíčí a Hodonínem a Szczyzyckému ve IV. etapě před Brnem po odjetí 1361 km z celkových 1592,8 km "zkolaboval" chladič. V třídě do 2000 cm³ startovaly i posádky ing. Weinfurter – Jan Jeřábek a Jiří Kreml - Vít. Válek s cestovními Wikovy 35. Posádka ing. Weinfurtera sice soutěž dokončila, ale až po časovém limitu, a proto nemohla být klasifikována. Druhá posádka Kreml-Válek dojela na 2. místě v třídě do 1500 cm³. V prvém závodě 1000 mil dobyl Szczyzycki čestnou cenu města Bratislavy jako nejrychlejší jezdec na tratí Praha-Bratislava v čase 4:29 h.

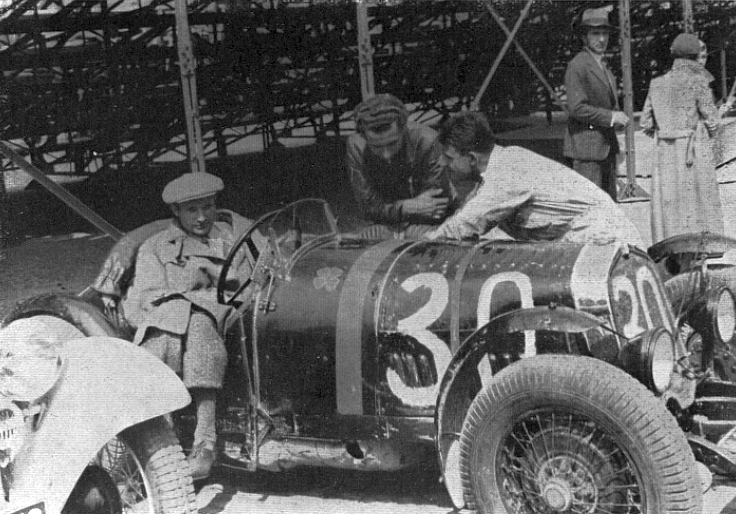
Adolf Szczyzycki, Wikov 7/28 SS, Hradec Králové (1933)

Závod na městském okruhu v Hradci Králové se konal 6. července (Východočeský Auto Klub). Byl to první závod toho druhu konaný v Československu, "úplně v ulicích města". Trať v délce 1770 m začínala na Velkém náměstí, odkud příkře se svažující "klikatinou" V Kopečku vedla k hotelu Grand, aby přes Jiříkovu (nyní Čs. armády), Komenského a Mýtskou ulicí se přes Malé náměstí vrátila zpět. Odborný časopis Auto se však k závodu postavil kriticky: „Novinkou závodu bylo, že jeho okruh vedl ulicemi města. Největší nesnází takovýchto okruhů v našich poměrech bude, že největší část diváků nezaplatí vstupné, takže pořadatelé na podnik doplatí. Dále: divák ze žádného místa nepřehlédne větší úsek trati, protože mu ve výhledu překážejí domy. K tomu přistupuje speciálně u tohoto okruhu ještě ta okolnost, že trať je místy tak úzká, že se tam nevejdou vedle sebe dva rychle jedoucí vozy. Startováním po jednom v intervalech, byť i jen pětivteřinových, ztrácí závod pro diváka všechen půvab. Ani jezdec se nemůže správně orientovati o své posici. Mimo to ztrácí mnoho času, nezpomalí-li a neudělá-li mu před ním jedoucí jezdec místo.“ Adolf Szczyzycki v třídě sportovních vozů do 1500 cm³ časem 29:08,1 min obsadil 3. místo za vozy Bugatti T37. V této třídě jeté na 20 kol (35,4 km) zvítězil Florian Schmidt z Krnova.
Na I. okruhu Zlínem, který se konal 30. července, startovalo 62 závodníků. Přestože okruh délky 6,82 km částečně opět vedl městem, předjíždění díky širší trati nedělalo potíže. V závodě sportovních automobilů nejlepšího času dosáhl Zdeněk Pohl na Bugatti, který jel ve společném závodě 14 sportovních vozů do a přes 1,5 l na 10 kol (68,2 km). Ve slabší třídě do 1,5 l na 3. místě skončil Szczyzycki na Wikovu v čase 54:07,8 min. Před ním v této třídě skončili dvě Bugatti T37, Vaníček a Sojka.

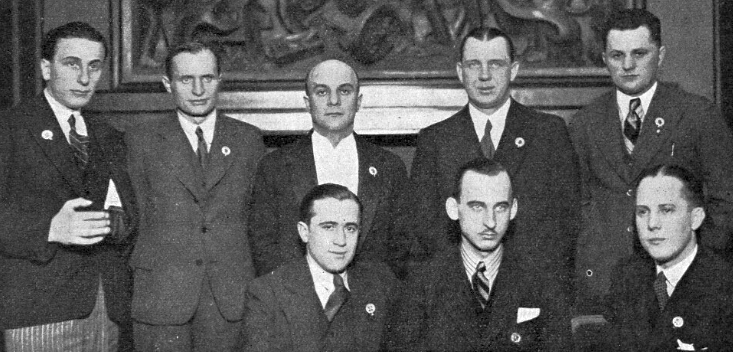
Nejúspěšnější závodníci ČSR v roce 1933. Druhý zleva v horní řadě Adolf Szczyzycki.

Na 5. ročníku Stříbrného trianglu Československa, který se jel o týden později, 6. srpna 1933 u Ždírce v kategorii sportovních automobilů do 1500 cm³ obsadil Szczyzycki 2. místo v čase 15:55,0 min, když zaostal o 12,5 vteřiny za Václavem Vaníčkem na Bugatti T37. Závod se jel na 10 kol o celkové délce tratě 17,7 km. Povrch trati byl místy velmi prašný, takže bylo třeba trať kropit, čímž se závody značné prodloužily.
Na podzim (10. září) opět závodil ve Šternberku na Ecce Homo. I zde jej v kategorii závodních vozů do 1,5 l překonali jezdci na Bugatti T37A (Zdeněk Pohl a ing. Jiří Weinfurter), navíc i Fr. Hošťálek na Zbrojovce Z 13. Szczyzycki skončil v této třídě na 4. místě. Na IV. Masarykově okruhu v Brně poprvé a naposledy měl startovat na jiném voze než Wikov. V kategorii do 1,5 l si 17. září měl vyzkoušet Bugatti T37A jako druhý jezdec s ing. Weinfurterem (st. č. 70). V čase, kdy měl střídat (po tankování výměně svíček po 6.kole), vůz ze závodu odpadl pro mechanickou poruchu.
Na závěr sezóny startoval na 5. ročníku mezinárodního Ostravského okruhu 24. září v Bělském lese za přítomnosti asi 30 000 diváků (brněnské Lidové noviny uvedly 50-60 tisíc). Závod utrpěl na propagačním zdaru několika nehodami, jež přinesly zúčastněným jezdcům a divákům vážné škody na zdraví (16 zraněných diváků, 3 zranění závodníci a 1 mrtvý divák, desetiletý Rudolf Žerdík z Opavy). V závodě automobilů startovalo 16 strojů ve dvou kategoriích (sportovní a závodní vozy). Na zkráceném okruhu asi na 2 km ve společném závodě na 5 kol (původně se závod měl jet na 20 kol, ale po předchozích nehodách byl závod na delší čas přerušen) v závodních automobilech do 1000 cm³ a přes 1000 cm³ zvítězil Szczyzycki (7:28,9 min) a porazil Jaroslava Mandu na Walter Junior S (7:37,2 min).
Za svoje výkony v roce 1933 obdržel již podruhé stříbrný odznak Sportovní komise AKRČs.
- 1934

O rok později (1934) se prostějovská automobilka Wichterle a Kovářík opět přihlásila k největšímu tehdejšímu československému závodu, k II. ročníku1000 mil čsl. (68 startujících) s dvoulitrovým, cestovním otevřeným vozem Wikov 40 (1942 cm³) a s jezdcem A. Szczyzyckim. Závod se uskutečnil ve dnech 9. a 10. června 1934 a uspořádal jej Autoklub RČs. V třídě vozů do 2000 cm³ zvítězila posádka Adolf Szczyzycki a František Kudláček na Wikovu 40 (st. č. 33) v čase 17:56:50,8 h (o 24,2 vteřiny před Kratochvílem na voze Škoda) a docílila průměrné rychlosti 88,8 km/h. V celkovém pořadí závodu obsadila tato posádka 13. místo z 37 vozů, které dojely do cíle. Posádka získala několik cen: cena Autoklubu za vítězství ve třídě 3000 Kč, cena firmy Baťa 7000 Kč (závod odjeli na pneumatikách Baťa), cena firmy Bosch 1500 Kč, cena firmy Bří Svobodové za nejrychlejší vůz s baterií BS 1000 Kč a cena firmy Wikov za vítězství 1000 Kč a plaketu „Pražské jaro".

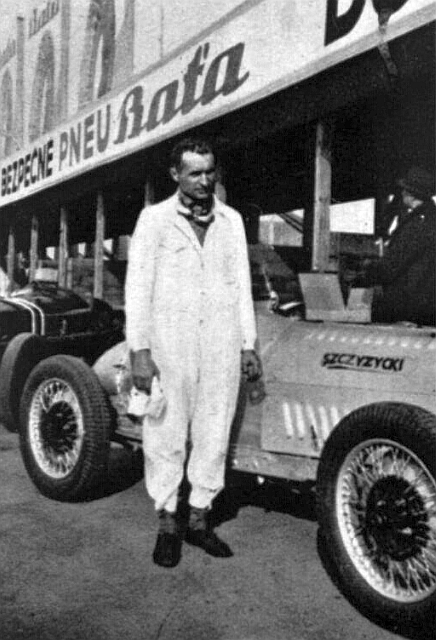
Adolf Szczyzycki, Wikov 7/28 Super Sport, Masarykův okruh (1934)

Na závodě na 5. Masarykově okruhu 30. září za přítomnosti 150-200 tisíc diváků obsadil na Wikovu 7/28 Sport (SS) ve skupině Voiturette (st. č. 66, do 1,5 l) v čase 4:12:56,3 h 7. místo. Druhým jezdcem na Wikovu byl Jan Beneš, který však pro malou ujetou vzdálenost nebyl klasifikován. V tomto závodě zvítězil způsobem start – cíl pozdější první mistr světa formule 1 Guiseppe Farina na Maserati.
Sportovní komise Autoklubu RČs. udělila v roce 1934 tři zlaté a devět stříbrných odznaků jako zvláštní uznání nejúspěšnějším závodníkům sezóny. Po zhodnocení výsledků udělila vyznamenání dvanácti jezdcům. Byli to: F. Juhan, Jindřich Knapp a Bruno Sojka, kteří dostali zlatý odznak Sportovní komise AKRČs., a R. Dusil, Ivan Hodáč, J. Mamula, Florian Schmidt, Adolf Szczyzycki, pí. Ela Slavíková, F. Spiegel-Diesenberg, A. Studený a Antonín Vitvar, kteří získali stříbrný odznak. Odevzdání odznaků bylo provedeno slavnostním způsobem na sportovním večírku v sobotu 15. prosince o 20. hod. v Autoklubu RČs.
- 1935

V tomto roce počala automobilka Wikov utlumovat výrobu osobních automobilů a neobsazovala již žádné motoristické podniky, čímž se uzavřela závodní kariéra továrního jezdce Adolfa Szczyzyckého a sportovní redaktoři si mohli oddechnout.